# Stemmocrypta antennata
Stemmocrypta · Stemmocryptidae
Famille
Genre
Espèce
Stemmocrypta antennata, unique représentant du genre Stemmocrypta et de la famille des Stemmocryptidae (infra-ordre des Dipsocoromorpha), est une espèce d'insectes hétéroptères (punaises) originaire de Papouasie Nouvelle-Guinée,,.

## Systématique
La famille des Stemmocryptidae, le genre Stemmocrypta et l'espèce Stemmocrypta antennata ont été décrits en 1983 par l'entomologiste tchèque Pavel Štys (1933-2018).

## Caractéristiques
Cette petite punaise (2 à 2,5 mm de long) a des yeux composés, des ocelles placées derrière les yeux, des antennes de quatre articles apparents, peu flagelliformes. Elle est macroptère.

## Publication originale
- (en) P. Štys, « A new family of Heteroptera with dipsocoromorphan affinities from Papua New Guinea », Acta Entomologica Bohemoslovaca, Tchéquie, vol. 80, no 4,‎ 1983, p. 256–292 (ISSN 0001-5601).